# Миффлин, Фред
Фред Миффлин (англ. Fred Mifflin; 6 февраля 1938 года, Бонависта, Ньюфаундленд — 5 октября 2013 года, Оттава, Онтарио, Канада) — канадский политик, член палаты общин Канады (1988—2000), министр рыболовства и океанов (1996—1997), министр по делам ветеранов (1997—1999). Морской офицер, контр-адмирал королевского флота Канады. Член либеральной партии Канады.

## Биография
Фред Миффлин родился и вырос Бонависте, Ньюфаундленд. В 16 лет он пошёл учиться в морское училище (Venture Naval College) Королевского канадского флота, которое закончил в 1956 году. Позднее он продолжил обучение в Naval War College (1972) в Ньюпорте, Род-Айленд и National Defense College (1981) в Кингстоне, Онтарио. Его военная карьера продолжалась 33 года, он работал на восьми различных кораблях, включая HMCS Saguenay, HMCS Skeena, Squadron (First Canadian Destroyer). Миффлин достиг ранга контр-адмирала, в 1985—1987 года исполнял обязанности командира Королевского канадского флота.
Он ушёл со флота и занялся политикой. В 1988 году Миффлин стал членом палаты общин Канады, выиграв выборы в округе Бонависта-Тринити-Консепшн, а 6 декабря 1993 года стал парламентским секретарём по национальной безопасности и делам ветеранов. С 25 января 1996 года по 10 июня 1997 года Миффлин был министром рыболовства и океанов в правительстве Жана Кретьена, а после выборов 1997 года был министром по делам ветеранов, оставаясь на этом посту до 2 августа 1999 года. Миффина исключили из кабинета министров после того как стало известно, что он не собирается баллотироваться на следующих выборах. После ухода из политики он был директором и казначеем канадской ассоциации бывших парламентариев.
В 2011 году Миффлин получил премию Доберта Хенди за вклад в развитие морского дела на национальном и международной уровне, в 2012 году он стал рыцарем-командором ордена Святого Георгия.
Фред Миффлин скончался 5 октября 2013 года в Оттаве.